# Joan V de Lanuza
Joan V de Lanuza   (Saragossa, 1564 (Gregorià) - Saragossa, 20 de novembre de 1591), el Jove, va ser el cinquè Justícia Major d'Aragó amb aquest nom. Malgrat la seva curta durada, és un dels Justícies més coneguts de la història d'Aragó per haver estat executat sense que hi hagués un procés previ.

## Biografia
El seu lloc d'origen no és clar. Fill de Joan IV de Lanuza, el justícia anterior, n'heretà el càrrec després de la mort del seu pare, amb només vint-i-set anys, d'aquí el sobrenom del Jove.
La seua curta edat i inexperiència li ho posarien difícil en aquelles jornades tumultuoses a Saragossa. En temps de Felip II de Castella (Felip I d'Aragó), tenses les relacions de la Corona castellana amb la d'Aragó, es va acusar l'exsecretari aragonès del rei, Antonio Pérez del Hierro, d'assassinat. En un principi, l'acusat podria haver-se protegit en els Furs d'Aragó i haver estat jutjat pel Justícia. Per evitar que això passés, Felip II l'acusà d'heretge i es disposà que fos jutjat pel Sant Ofici, d'un rang més alt que el Justícia. Però quan van traure Antonio Pérez de la presó per portar-lo a la de la Inquisició, els amotinaments de la gent van obligar a reingressar-lo una altra vegada. El rei i la Inquisició van amenaçar, en conseqüència, amb càstigs exemplars.
Felip II de Castella va enviar l'exèrcit a Saragossa. Com que el Justícia va anar al davant dels "fueristas" que protestaven i pretenien aturar la invasió de les tropes reials, van acabar detenint el Justícia i el van executar el 20 de desembre de 1591, sense cap avís ni procés previ, decapitant-lo a la plaça del Mercat de Saragossa. Tota aquesta sèrie d'esdeveniments rep el nom d'Alteracions d'Aragó. El cos mort de Joan de Lanuza va ser enterrat al monestir de San Francisco i portat a la tomba amb tots els honors del seu càrrec.
El rei va aplegar les Corts d'Aragó a Tarassona poc després, on es van adaptar els furs aragonesos al seu poder. La decapitació del Justícia va suposar un canvi important en la doctrina foral dels aragonesos. L'execució va ser considerada una injustícia i a Saragossa s'aixecà un monument al centre de la ciutat, a la Plaça d'Aragó. Avui dia, diversos col·lectius commemoren cada 20 de desembre la mort del Justícia.
| Joan V de Lanuza Llinatge de Lanuza |                                                            |                                       |
| Càrrec de govern                    |                                                            |                                       |
| Precedit per: Joan IV de Lanuza     | Justícia d'Aragó (llista de justícies d'Aragó) (1591-1592) | Succeït per: Urbando Ximénez d'Aragus |